# Cascais
Cascais ist eine Stadt (Vila) in Portugal. Die Stadt liegt an einer sandigen Bucht des Atlantiks, etwa 25 Kilometer westlich von Lissabon.
Cascais kann von Lissabon aus per Autobahn oder mit der Eisenbahn erreicht werden. Beide Verkehrslinien enden hier. Außerdem verfügt Cascais über einen Yachthafen mit etwa 600 Liegeplätzen.
Am 29. September 2013 wurden die Gemeinden Cascais und Estoril zur neuen Gemeinde União das Freguesias de Cascais e Estoril zusammengeschlossen. Cascais ist Sitz dieser neu gebildeten Gemeinde.

## Geschichte
Die Gegend von Cascais war schon in vorgeschichtlicher Zeit besiedelt, wie Ausgrabungen bewiesen. Die Nekropole von Alapraia besteht aus vier Felskuppelgräbern, die teilweise unter den Häusern an einem Brunnenplatz im namengebenden Ort östlich von Cascais liegen. Aus der römischen Zeit im ersten Jahrhundert sind mehrere Villen nachzuweisen. Die arabische Zeit hinterließ verschiedene Ortsnamen in der Gegend. Der arabische Dichter Ibn Mukan, geboren in Alcabideche, war der erste, der Windmühlen in Europa erwähnte.
Im Jahre 1153 eroberte der erste portugiesische König, Alfons I. die Gegend zurück. Die Ortschaft Cascais wurde 1159 urkundlich erwähnt und gehörte damals zu Sintra.
Cascais bekam die Stadtrechte am 7. Juni 1364 von König Peter I. Etwa um diese Zeit muss auch die Burg gebaut worden sein, die der König an Gomes Lourenço de Avelar übergab.
König Johann II. ordnete 1488 den Bau eines Verteidigungsturms an. In der Zeit der portugiesischen Entdeckungsfahrten, etwa um 1537, bekam Cascais einen der ersten Leuchttürme des Landes. Heute steht an dieser Stelle der Leuchtturm Farol Guia, der 1810 errichtet wurde. Es handelt sich dabei um einen achteckigen Turm von 27 Metern Höhe.
Ab 1870 verbrachte die königliche Familie regelmäßig den Sommer in Cascais, wodurch der Ort auch den Adel und gehobene Bürgerschichten anzog.
1888 fand in Cascais das erste offizielle Fußballspiel Portugals statt.
Am 30. September 1889 wurde die Eisenbahnlinie von Lissabon eröffnet.
Ab den 1930er Jahren wurde Cascais, zusammen mit dem an der Bucht gegenüberliegenden Estoril, der Sammelpunkt der portugiesischen Oberschicht und vieler vermögenden Reisenden aus dem Ausland.

## Kreis Cascais
Cascais ist Verwaltungssitz eines gleichnamigen Kreises (Concelho de Cascais) und gehört zum Distrikt Lissabon. Die Nachbarkreise sind (im Uhrzeigersinn im Norden beginnend): Sintra und Oeiras. Im Westen und Süden hat der Kreis Cascais Anteil an der Atlantikküste.
Mit der Gebietsreform im September 2013 wurden mehrere Gemeinden zu neuen Gemeinden zusammengefasst, sodass sich die Zahl der Gemeinden von zuvor sechs auf vier verringerte.
Die folgenden Gemeinden liegen im Kreis Cascais:

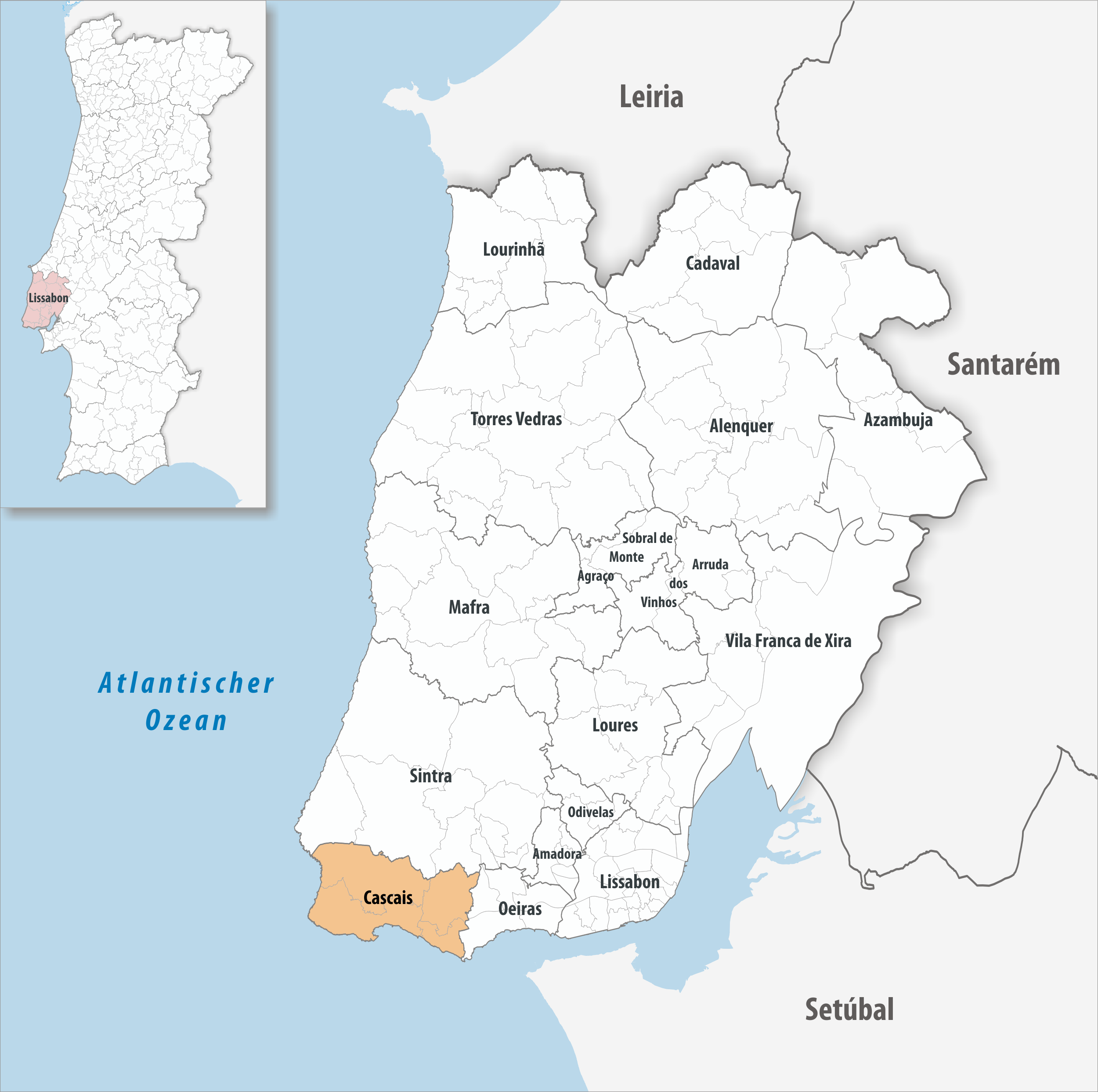
Kreis Cascais

| Gemeinde             | Einwohner (2021) | Fläche km² | Dichte Einw./km² | LAU- Code |
| -------------------- | ---------------- | ---------- | ---------------- | --------- |
| Alcabideche          | 44.165           | 39,77      | 1.111            | 110501    |
| Carcavelos e Parede  | 46.529           | 8,11       | 5.737            | 110507    |
| Cascais e Estoril    | 64.192           | 29,16      | 2.201            | 110508    |
| São Domingos de Rana | 59.238           | 20,36      | 2.909            | 110506    |
| Kreis Cascais        | 214.124          | 97,40      | 2.198            | 1105      |

| Jahr      | 1801 | 1849 | 1900 | 1930   | 1960   | 1981    | 1991    | 2001    | 2008    | 2011    |
| Einwohner | 6052 | 5679 | 9463 | 22.932 | 59.617 | 141.498 | 153.294 | 170.683 | 188.244 | 205.117 |

## Nahverkehr
Über die Vorortzüge der Linha de Cascais entlang der Küste ist Cascais mit Lissabon (Estação Cais do Sodré) und der östlichen Nachbargemeinde Estoril verbunden. Die Fahrzeit ab dem Bahnhof Cascais beträgt zwischen 33 und 40 Minuten.

## Städtepartnerschaften
Partnerstädte von Cascais sind:
| Stadt               | Land                             | seit | Typ                 |
| ------------------- | -------------------------------- | ---- | ------------------- |
| Atami               | Shizuoka, Japan                  | 1990 | Partnerstadt        |
| Benguela            | Angola                           | 1998 |                     |
| Biarritz            | Pyrénées-Atlantiques, Frankreich | 1988 | Partnerstadt        |
| Bubaque, Bolama     | Sul, Guinea-Bissau               | 2010 |                     |
| Butscha             | Kiew, Ukraine                    | 2022 | Partnerstadt        |
| Campinas            | São Paulo, Brasilien             | 2012 | Partnerstadt        |
| Essaouira           | Marrakesch-Safi, Marokko         | 2022 | Partnerstadt        |
| Gaza                | Qiṭāʿ Ġazza, Palästina           | 2000 | Partnerstadt        |
| Guarujá             | São Paulo, Brasilien             | 2001 | Partnerstadt        |
| Harbin              | Mǎnzhōu, Volksrepublik China     | 2015 | in Anbahnung        |
| Irpin               | Kiew, Ukraine                    | 2022 | Partnerstadt        |
| Karşıyaka           | Izmir, Türkei                    | 2012 | Partnerstadt        |
| Lavrio              | Attika, Griechenland             | 2023 | Partnerstadt        |
| Miami Beach         | Florida, Vereinigte Staaten      | 2019 | Partnerstadt        |
| Pampilhosa da Serra | Coimbra, Portugal                | 2018 | Partnerstadt        |
| Racconigi           | Piemont, Italien                 | 2003 | Kooperationsvertrag |
| Sal                 | Barlavento, Kap Verde            | 1993 | Partnerstadt        |
| Santana             | Cantagalo, São Tomé und Príncipe | 1986 | Partnerstadt        |
| Sausalito           | Kalifornien, Vereinigte Staaten  | 2012 | Partnerstadt        |
| Sinaia              | Muntenia, Rumänien               | 2018 | Partnerstadt        |
| Ungheni             | Republik Moldau                  | 2012 | Partnerstadt        |
| Viseu               | Centro, Portugal                 | 2023 | Partnerstadt        |
| Vitória             | Espírito Santo, Brasilien        | 1986 | Partnerstadt        |
| Wuxi                | Huadong, Volksrepublik China     | 1993 | Partnerstadt        |
| Xai-Xai             | Gaza, Mosambik                   | 2000 | Partnerstadt        |

## Sehenswürdigkeiten
- Der Leuchtturm Farol de Guia liegt am westlichen Stadtrand von Cascais an der N247 (Avenida Nossa Senhora do Cabo). Neben dem Leuchtturm bietet auch die dortige Steilküste am Atlantik einen beeindruckenden Anblick.
- Die Boca do Inferno ist eine vom Meer unterspülte Steilküste; sie liegt etwa zwei Kilometer westlich von Cascais und ist zu Fuß oder mit dem Stadtbus zu erreichen.
- Neben dem Jachthafen von Cascais befindet sich das Farol Museu de Santa Marta, ein zu einem Museum umfunktionierter Leuchtturm.
- Das Condes de Castro Guimarães ist ein ehemaliges Herrschaftshaus mit großer Bibliothek. Das in einem weitläufigen Park gelegene Gebäude kann mittlerweile besichtigt werden.
- Im Jahr 2009 wurde ein dem Werk der Malerin Paula Rego gewidmetes Museum eröffnet, das auf Wunsch der Künstlerin von dem bekannten portugiesischen Architekten Eduardo Souto de Moura entworfen wurde, die Casa das Histórias Paula Rego.

## Sport
- Zwei Golfplätze stehen den Golfern nahe der meeresseitigen Hauptstraße, drei und vier Kilometer westlich von Cascais, zur Verfügung.

- Im Oktober 2021 wird hier mit dem Ironman Portugal der erste Langdistanz-Triathlon der Rennserie in Portugal ausgetragen.

## Galerie

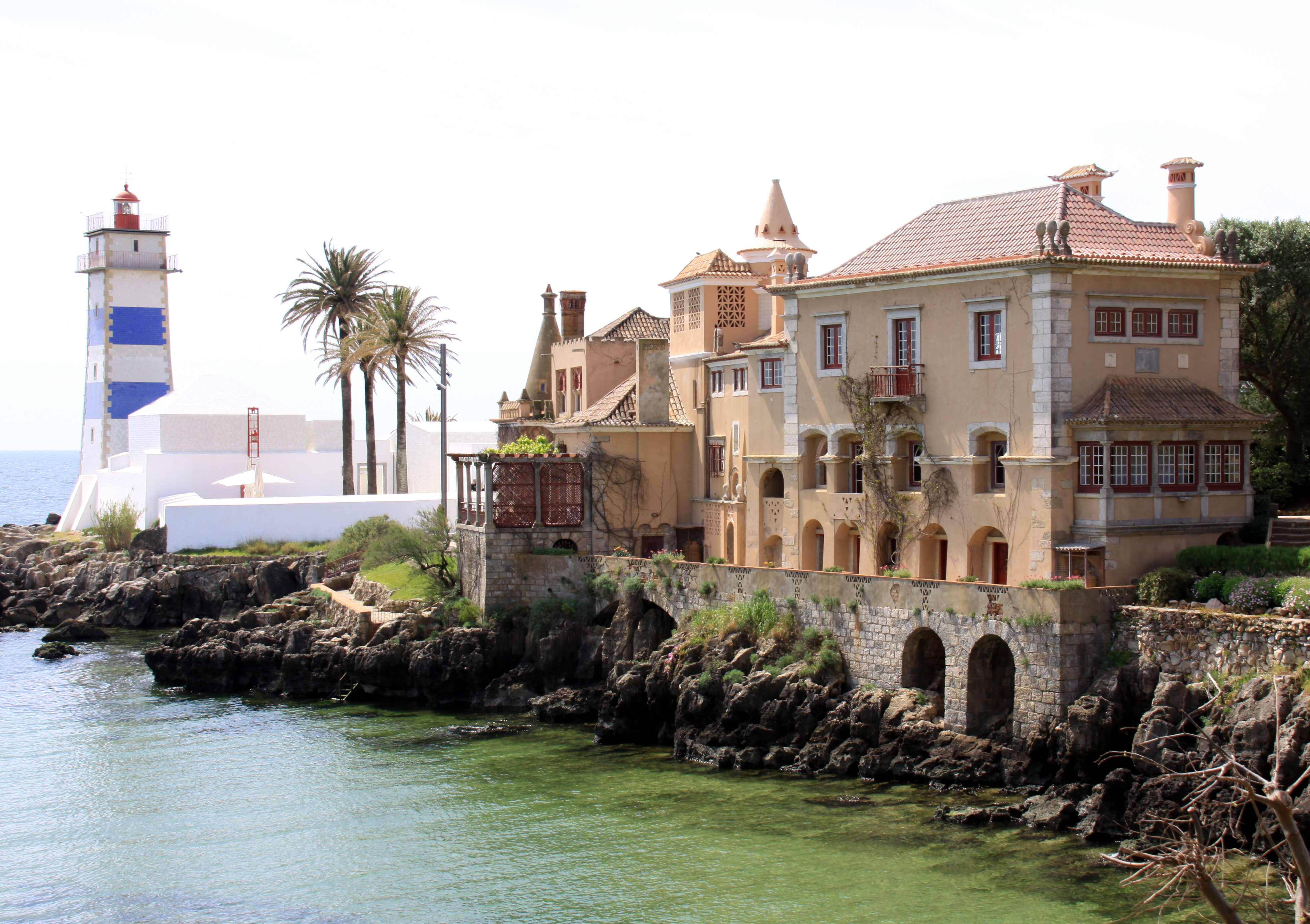
Der Leuchtturm (Farol de Santa Marta) und die Casa de Santa Maria
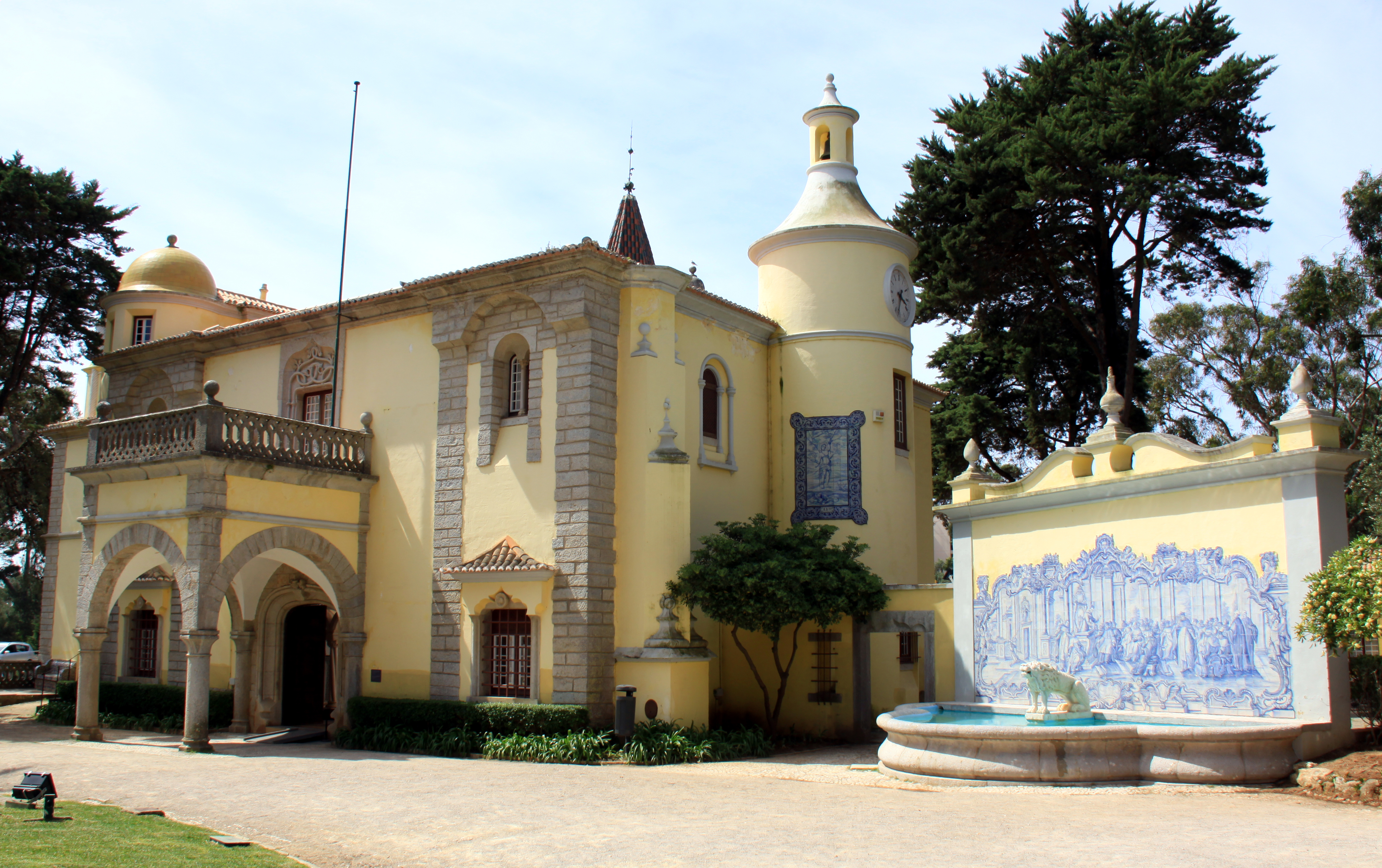
Das Museum Conde Castro Guimarães in Cascais
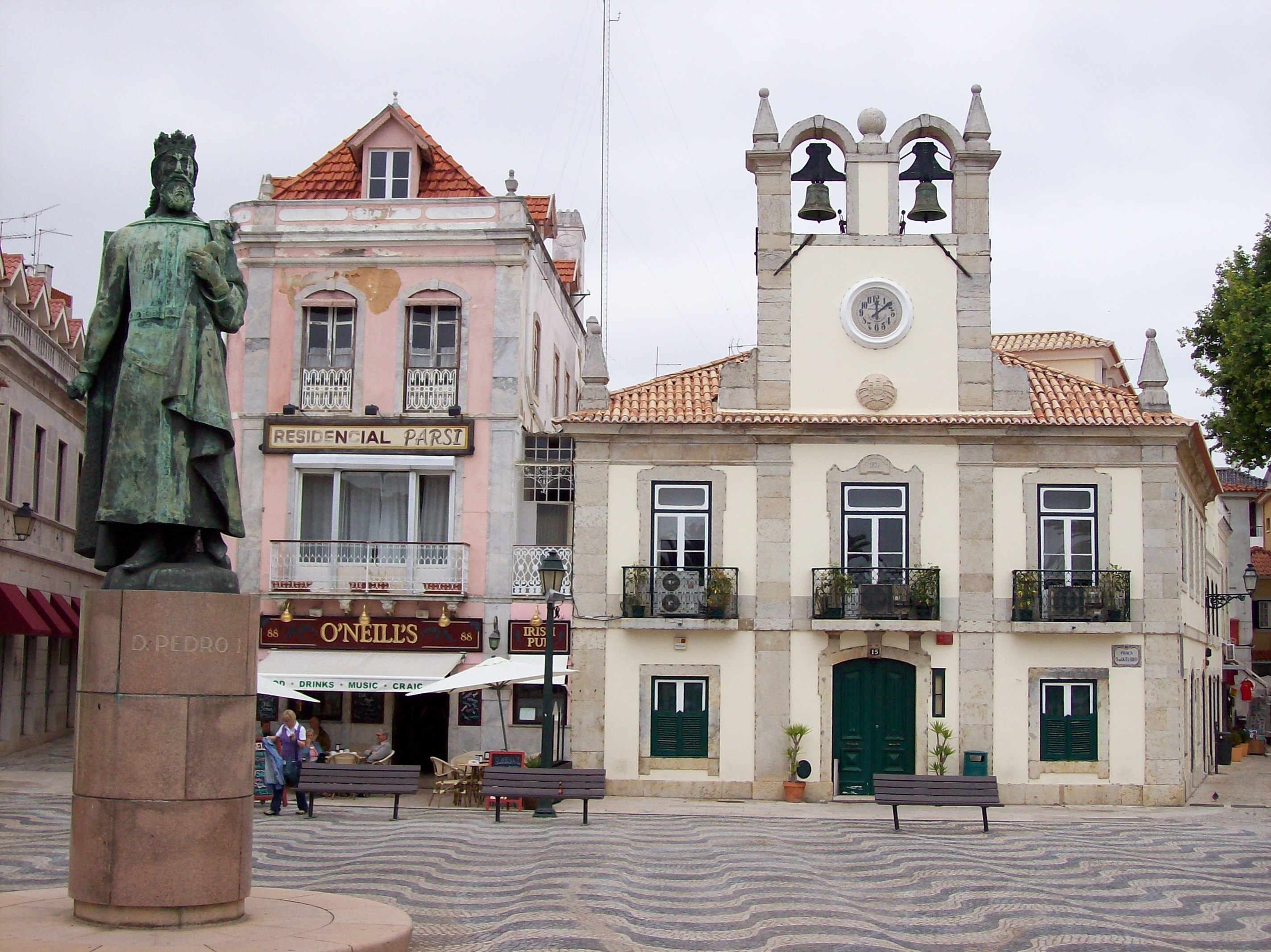
Statue von Peter I. auf dem Rathausvorplatz
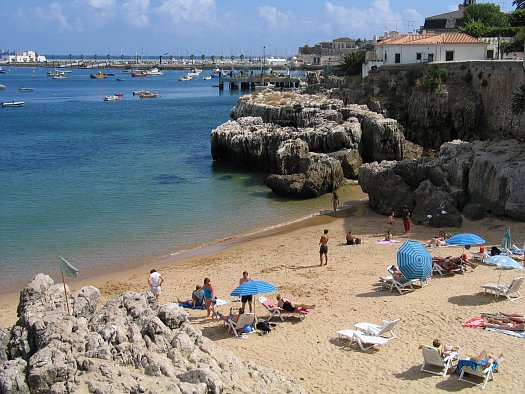
Strand bei Cascais
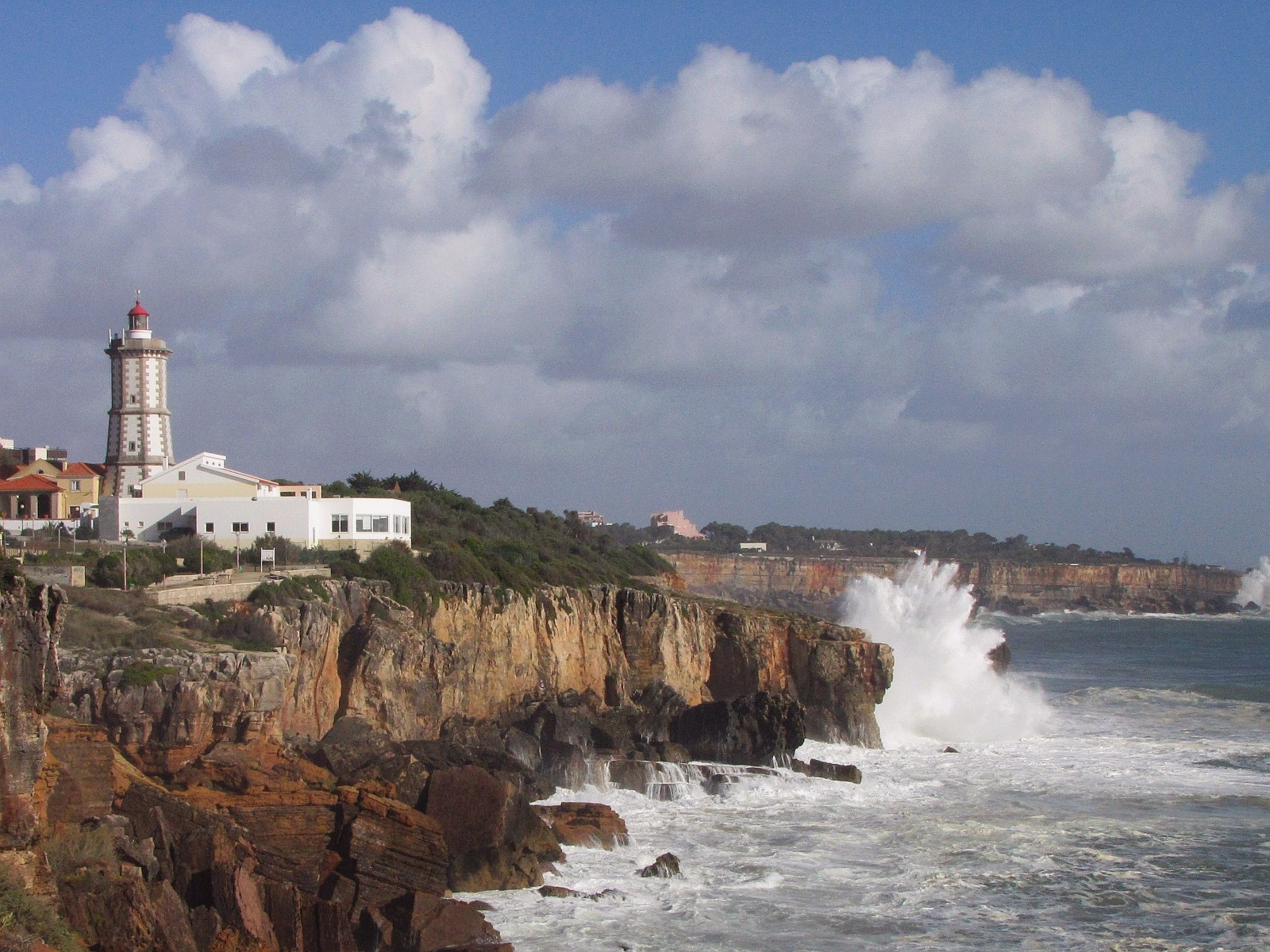
Leuchtturm Farol de Guia bei Cascais (Foto 2010)
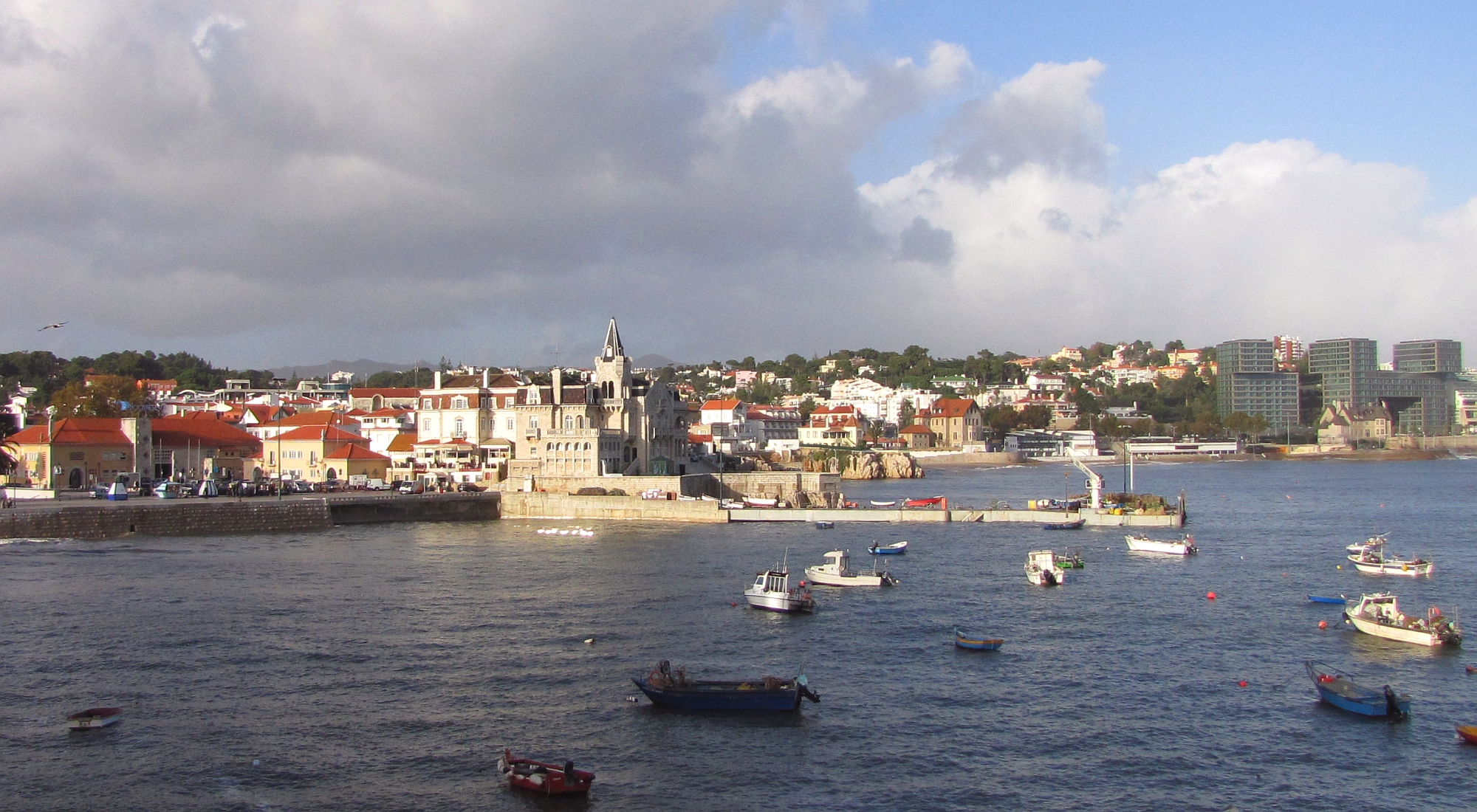
Blick von der Cidadela auf Cascais (Foto 2010)
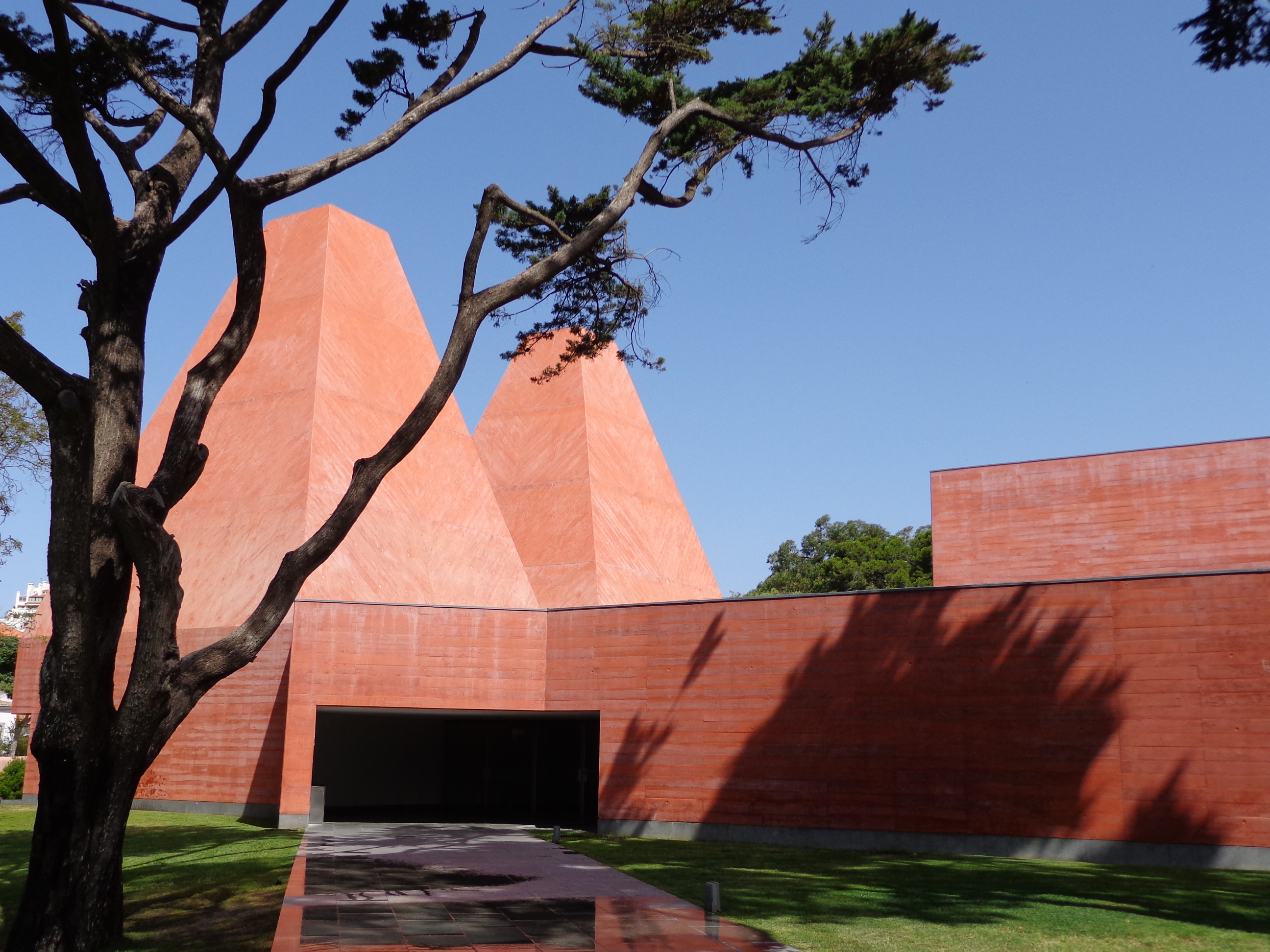
Casa das Histórias Paula Rego

## Söhne und Töchter der Stadt
- José de Freitas Ribeiro (1868–1929), Fregattenkapitän und Politiker, 1915 Premierminister, 1917–1919 Gouverneur von Portugiesisch-Indien
- Paulo de Melo Sampaio (1926–1968), Architekt, wirkte vor allem in Mosambik
- A. H. de Oliveira Marques (1933–2007), Historiker, Hochschullehrer und Autor
- João Morais (1935–2010), Fußballspieler und -trainer
- José Luis Encarnação (* 1941), Informatiker, Autor bedeutender Entwicklung im Bereich Computergrafik
- Ricardo Salgado (* 1944), Bankier und Ökonom
- Manuel Mello-Breyner (* 1953), Autorennfahrer und Motorsportfunktionär
- António Augusto da Ascensão Mendonça (* 1954), Professor und Politiker
- Fernando Fragata (* 1969), Filmregisseur
- Paulo Raimundo (* 1976), kommunistischer Politiker
- Paulo Ferreira (* 1979), Fußballspieler
- Ricardo Martins (* 1982), Radrennfahrer
- Fernando Varela (* 1987), kapverdischer Fußballspieler
- Daniel Carriço (* 1988), Fußballspieler
- Bernardo Gaspar Lopes (* 1993), portugiesisch-gibraltarischer Fußballspieler
- Domingos Duarte (* 1995), Fußballspieler
- Camilla Kemp (* 1996), deutsche Surferin
- Felipe Cunha e Silva (* 1997), Tennisspieler
- Duarte Vale (* 1999), Tennisspieler
- Andreia Jacinto (* 2002), Fußballspielerin